# Арабосі
Арабо́сі (рос. Арабоси, чув. Арапуç) — присілок у складі Урмарського району Чувашії, Росія. Адміністративний центр Арабосинського сільського поселення.
Населення — 1502 особи (2010; 1459 у 2002).
Національний склад:
- чуваші — 98 %